# An Introduction to Syd Barrett
An Introduction to Syd Barrett è un album compilation del cantautore britannico Syd Barrett, pubblicato nel 2010. Il disco copre l'intero arco della breve carriera di Barrett, sia come membro dei Pink Floyd sia come solista.

## Il disco
L'album venne pubblicato in Gran Bretagna ed Europa il 4 ottobre 2010, con date diverse di pubblicazione nel resto del mondo. La raccolta contiene una serie di nuovi missaggi e rimasterizzazioni dei brani, tutti supervisionati da David Gilmour dei Pink Floyd. La copertina, ideata da Storm Thorgerson, contiene varie immagini con riferimenti alle canzoni contenute nel disco. L'album raggiunse la posizione numero 104 in Gran Bretagna.
La traccia extra resa disponibile come download su iTunes e per la versione CD del disco è il precedentemente inedito strumentale di 20 minuti intitolato Rhamadan, brano mai completato ufficialmente da Barrett.

## Tracce
- Tutti i brani sono opera di Syd Barrett.

1. Arnold Layne (2010 digital remaster) – 3:48
2. See Emily Play (2010 digital remaster) – 3:14
3. Apples and Oranges (2010 digital remaster) – 5:03
4. Matilda Mother (Alternate version; 2010 mix) – 3:14
5. Chapter 24 (2010 digital remaster) – 3:45
6. Bike (2010 digital remaster) – 2:00
  - Tracce 1–6 eseguite dai Pink Floyd
7. Terrapin (2010 digital remaster) – 3:11
8. Love You (2010 digital remaster) – 2:49
9. Dark Globe (2010 digital remaster) – 3:01
10. Here I Go (2010 remix) – 3:25
11. Octopus (2010 mix) – 3:54
12. She Took a Long Cool Look (2010 mix) – 1:46
13. If It's in You (2010 digital remaster) – 2:23
14. Baby Lemonade (2010 digital remaster) – 4:10
15. Dominoes (2010 mix) – 4:06
16. Gigolo Aunt (2010 digital remaster) – 5:45
17. Effervescing Elephant (2010 digital remaster) – 1:55
18. Bob Dylan Blues (2010 digital remaster) – 3:14

Bonus track
1. Rhamadan – 20:09